# Saint-Laurent-Rochefort
Saint-Laurent-Rochefort é uma comuna francesa na região administrativa de Auvérnia-Ródano-Alpes, no departamento de Loire. Estende-se por uma área de 15,6 km². Em 2010 a comuna tinha 252 habitantes (densidade: 16,2 hab./km²).